# Chełmiec (gromada)
Chełmiec – dawna gromada, czyli najmniejsza jednostka podziału terytorialnego Polskiej Rzeczypospolitej Ludowej w latach 1954–1972.
Gromady, z gromadzkimi radami narodowymi (GRN) jako organami władzy najniższego stopnia na wsi, funkcjonowały od reformy reorganizującej administrację wiejską przeprowadzonej jesienią 1954 do momentu ich zniesienia z dniem 1 stycznia 1973, tym samym wypierając organizację gminną w latach 1954–1972.
Gromadę Chełmiec z siedzibą GRN w Chełmcu utworzono – jako jedną z 8759 gromad na obszarze Polski – w powiecie nowosądeckim w woj. krakowskim, na mocy uchwały nr 26/IV/54 WRN w Krakowie z dnia 6 października 1954. W skład jednostki weszły obszary dotychczasowych gromad Chełmiec, Biczyce Dolne, Niskowa i Świniarsko ze zniesionej gminy Chełmiec oraz Podrzecze ze zniesionej gminy Podegrodzie w tymże powiecie. Dla gromady ustalono 27 członków gromadzkiej rady narodowej.
31 grudnia 1961 do gromady Chełmiec przyłączono obszar zniesionej gromady Trzetrzewina.
30 czerwca 1962 z gromady Chełmiec wyłączono wieś Podrzecze włączając ją do gromady Brzezna.
Gromada przetrwała do końca 1972 roku, czyli do kolejnej reformy gminnej. Z dniem 1 stycznia 1973 roku reaktywowano gminę Chełmiec (w latach 1934–54 pod nazwą gmina Chełmiec Polski).